# NK Samobor
Nogometni Klub Samobor – chorwacki klub piłkarski z siedzibą w Samoborze. Został założony w 1925 roku.

## Historia
Klub został założony 1 lipca 1925 roku. Po uzyskaniu odłączeniu się Chorwacji od Jugosławii w 1991 roku klub zaczął grać w drugiej lidze chorwackiej. W sezonie 1996/1997 NK Samobor grał w barażach o awans do pierwszej ligi. W nich okazał się lepszy od Marsonii Slavonski Brod i GOŠK Dubrownik i wywalczył historyczną promocję do ekstraklasy. W sezonie 1997/1998 zajął ostatnie 12. miejsce w pierwszej lidze i wrócił do drugiej ligi. W sezonie 2001/2002 NK Samobor spadł z drugiej do trzeciej ligi.

## Stadion
Domowe mecze klub rozgrywa na stadionie o nazwie Gradski Stadion, który może pomieścić 5000 widzów.

## Historia występów w pierwszej lidze
| Sezon     | Pozycja      | M  | Pkt. | Z | R | P  | GZ | GS |
| --------- | ------------ | -- | ---- | - | - | -- | -- | -- |
| 1997/1998 | 12. (spadek) | 32 | 32   | 9 | 5 | 18 | 34 | 55 |

## Reprezentanci kraju grający w klubie
Stan na wrzesień 2015.
| - Igor Bišćan - Tomislav Butina - Veldin Karić - Tomislav Šokota - Besnik Hasi | - Fatmir Vata - Jasmin Mujdža - Tomislav Piplica - Dragan Stojkić |